# Mizar
Mizar (AFI: /ˈmiʣar/; Zeta Ursae Majoris, ζ UMa) è una stella nella costellazione dell'Orsa Maggiore. La sua magnitudine apparente è +2,23 e forma, assieme alla più debole Alcor, una delle doppie visuali più famose del cielo. La distanza reale tra le due stelle è compresa tra 0,28 e 2 anni luce circa, quindi molto alta, ma il loro moto proprio mostra che potrebbero costituire una stella binaria e non una doppia prospettica come si pensava in precedenza. Nel corso degli ultimi secoli, a una più profonda indagine astronomica Mizar si è rivelata essere un sistema stellare composto da quattro stelle.

## Osservazione

Mappa della costellazione dell'Orsa Maggiore

Avendo una declinazione di +54° 55', Mizar è una stella dell'emisfero boreale e appare circumpolare già nelle zone temperate dell'emisfero boreale, più a nord della latitudine 35° N, mentre l'osservazione dall'emisfero australe risulta penalizzata, e la stella non sorge mai più a sud del parallelo 35° S. Avendo una magnitudine di +2,23, la stella è facilmente individuabile anche dai piccoli e medi centri urbani moderatamente affetti da inquinamento luminoso.
Le persone di buona vista possono notare accanto a Mizar una debole stella compagna appena a est, chiamata Alcor oppure 80 Ursae Majoris. Le due sono a volte chiamate rispettivamente il Cavallo e il Cavaliere da una traduzione dalla lingua persiana, e l'abilità nel vederle entrambe è un test tradizionale della vista (usato già in antichità: era una delle prove attitudinali per le aspiranti guardie dell'imperatore nei paesi arabi). Alcor ha magnitudine apparente +4,02 e un tipo spettrale A5 V. La sua magnitudine la renderebbe relativamente facile da scorgere, se non fosse così vicina alla più brillante Mizar.

## Sistema stellare

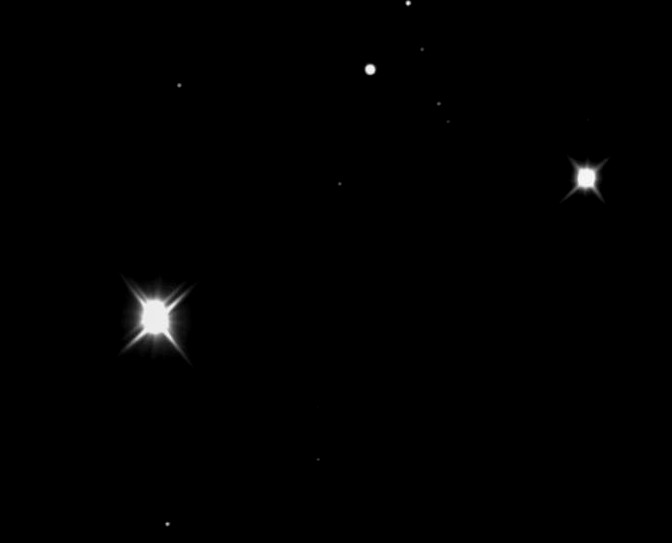
Mizar (a sinistra) e Alcor (destra). Osservando attentamente, si notano le componenti A e B che compongono Mizar.

Mizar e Alcor sono separate da quasi 12 minuti d'arco, e nonostante condividano la stessa origine e lo stesso moto proprio nello spazio non è certo che siano legate gravitazionalmente tra loro. La stima media della distanza di Mizar ha un alto, da cui ne deriva che la loro separazione sarebbe di 74000±39000 au. Nel caso che le due stelle fossero esattamente alla stessa distanza da noi la loro separazione sarebbe di "soli" 17.800 UA (0,28 a.l.), mentre la stima più elevata sulla loro reale separazione le porrebbe a quasi due anni luce una dall'altra.
Quel che è certo è che la sola Mizar è una stella quadrupla. Altri componenti della stella sono stati scoperti con l'avvento del telescopio e dello spettroscopio. Mizar fu la prima binaria visuale (al telescopio) a essere scoperta, probabilmente da Benedetto Castelli, quando nel 1617 chiese al suo amico Galileo Galilei di poterla osservare con il suo telescopio. Più tardi, nel 1650, Giovanni Battista Riccioli scrisse che la stella appariva come doppia.
La secondaria, Mizar B, ha magnitudine 4,0 e tipo spettrale A1, e si trova a 380 au dalla primaria (Mizar A). Le due stelle orbitano l'una attorno all'altra con un periodo di duemila anni. Mizar A divenne poi la prima binaria spettroscopica a essere scoperta, per merito di Edward Charles Pickering nel 1889. Le due componenti sono entrambe circa 35 volte più luminose del Sole, e orbitano l'una rispetto all'altra in soli 20 giorni. Anche Mizar B e Alcor sono binarie spettroscopiche, portando il numero totale di stelle del sistema a sei.
Questo sistema stellare si trova a circa 85 anni luce di distanza dalla Terra. Le sei componenti fanno tutte parte dell'associazione dell'Orsa Maggiore, così come la maggior parte delle stelle di questa costellazione.

## Etimologia e significato culturale
Il nome viene dall'arabo ed è una ripetizione di Merak; sembra che Giulio Cesare Scaligero, nel XVI secolo lo abbia cambiato in Mizar, dall'arabo ميزر mīzar, che significa "cintura".
In India era probabilmente conosciuta come Vashishtha (Vasishtha), uno dei sette saggi dell'epoca vedica.